# Carl Wilhelm Ludwig Westphal
Carl Wilhelm Ludwig Westphal (Hamburgo, 1 de março de 1824 – Hamburgo, 26 de setembro de 1900) foi um comerciante alemão.

## Vida
Westphal começou a trabalhar como aprendiz em 1840 na irma de seu pai G.W.A. Westphal Sohn & Co.. A firma fundada em 1796 comercializava chá importado. Em 1850 Westphal tornou-se coproprietário da firma, casou com Alwina Mathilde nascida Schlüter (1830 - 1910) e obteve o direito de cidadão de Hamburgo. Paralelamente a sua profissão de comerciante atuou nos anos seguintes em diversas instituições religiosas e administrativas.

## Família
Westphal teve diversos filhos, dentre os quais Antonie Traun, Otto Eduard Westphal, Eduard Wilhelm Westphal e Emmi Alwine (1858-1928), que casou em 1880 com Hermann Blohm.